# Marie Villet
Marie Villet (* 17. November 1996) ist eine französische Tennisspielerin.

## Karriere
Villet spielt vorrangig Turniere der ITF Women’s World Tennis Tour, auf der sie bislang zwei Titel im Doppel gewonnen hat.

## Turniersiege

### Doppel
| Nr. | Datum         | Turnier  | Kategorie | Belag     | Partnerin      | Finalgegnerinnen                     | Ergebnis |
| --- | ------------- | -------- | --------- | --------- | -------------- | ------------------------------------ | -------- |
| 1.  | 6. Mai 2023   | Monastir | ITF W15   | Hartplatz | Zdena Šafářová | Nina Rudjukowa Jelisaweta Schebekina | 6:0, 6:4 |
| 2.  | 27. Juli 2024 | Monastir | ITF W15   | Hartplatz | Zdena Šafářová | Ksenia Efremova Sophia Ksandinov     | 6:1, 6:1 |